# 农村合作银行
农村合作银行是中华人民共和国的一类服务于当地农民、农业和农村经济发展的股份合作制社区性地方金融机构，不属于《中华人民共和国商业银行法》所管辖规范的农村商业银行，采用股份合作制组织形式。农村合作银行主要以农村信用社和农村信用社县（市）联社为基础组建。
2010年银监会提出要在2015年底前，全面取消农信社资格股，鼓励现有农村合作银行符合条件的要全部改制为农村商业银行，不再组建新的农村合作银行。

## 股权与股东
农村合作银行是独立的企业法人。农村合作银行的自然人股和法人股分别设定资格股和投资股两种股权。资格股是取得农村合作银行股东资格必须交纳的基础股金。投资股是由股东在基础股金外投资形成的股份。资格股实行一人一票（即这是“人合”性质的经济组织，不是“资合”性质）。自然人股东每增加2000元投资股增加一个投票权，法人股东每增加20000元投资股增加一个投票权（这与股份公司的同股同权完全不同）。农村合作银行每股金额为人民币1元，自然人股东资格股起点金额为人民币1000元（各地可根据本地实际进行调整），法人股东资格股起点金额为人民币10000元。投资股金额由股东自行决定。农村合作银行股东可获取农村合作银行优先、优惠服务（这体现了“合作”经济组织优先服务于社员）。股东持有的投资股可凭投资份额大小取得相应的投资分红。 
单个自然人股东（包括职工）持股比例（包括资格股和投资股）不得超过农村合作银行股本总额的5‰。本行职工的持股总额不得超过股本总额的25%，职工之外的自然人股东持股总额不得低于股本总额的30%。单个法人及其关联企业持股总和不得超过总股本的10%，持股比例超过5%的，应报当地银行监管机构审批。
农村合作银行印发记名股权证，作为入股股东的所有权凭证。
农村合作银行不得接受本行股份作为质押权标的。
农村合作银行的权力机构是股东代表大会。这与农村信用社的权力机构是社员代表大会不同。
农村合作银行行长不得由董事长兼任。

## 经营管理
农村合作银行实行资产负债比例管理：
1. 贷款余额与存款余额的比例不得超过80％；
2. 流动性资产余额与流动性负债余额的比例不得低于25%；
3. 对同一借款人贷款余额与农村合作银行资本余额的比例，不得超过20%，关联企业在计算比例时合并计算。

农村合作银行在辖区内开展存贷款及其他金融业务，要重点面向入股农民，为当地农业和农村经济发展提供金融服务（即不能在辖区外设立分支机构）。 
农村合作银行不得向股东（农民股东除外）及关系人发放信用贷款，发放担保贷款不得优于其它借款人同类贷款条件。

## 农村合作银行设立条件
1. 有符合中国银保监会《农村合作银行管理暂行规定》的章程；
2. 发起人不少于1000人；
3. 注册资本金不低于2000万元人民币，核心资本充足率达到4%；
4. 设立前不良贷款比例15%以下；
5. 有具备任职所需的专业知识和业务工作经验的高级管理人员；
6. 有健全的组织机构和管理制度；
7. 有符合要求的营业场所、安全防范措施和与业务有关的其它设施；
8. 中国银行保險监督管理委员会规定的其它条件。

## 延伸阅读
- 中国银行业监督管理委员会 银监发[2003]11号 《农村合作银行管理暂行规定》

1. ↑  .   [2024-05-03]. （原始内容存档于2024-05-03）.